# Justicia obcordata
Justicia obcordata är en akantusväxtart som beskrevs av Raymond Benoist. Justicia obcordata ingår i släktet Justicia och familjen akantusväxter. Inga underarter finns listade i Catalogue of Life.